# Molongum laxum
Molongum laxum là một loài thực vật có hoa trong họ La bố ma. Loài này được (Benth.) Pichon mô tả khoa học đầu tiên năm 1948.